# Ramēķis
Ramēķis lub Rameka (w dokumentach: Rameko, Rameke) – władca Tālavy, syn Tālivaldisa, który od 1214/1215 roku jako wasal biskupa Alberta zarządzał ziemią ojca, zanim nie została podzielona między inflancką gałąź zakonu krzyżackiego a biskupa Liwonii w 1224 roku.